# Heinz Wewers
Heinz Wewers (Gladbeck, 1927. július 27. – Essen, 2008. augusztus 29.) nyugatnémet válogatott német labdarúgó, hátvéd, edző.

## Pályafutása

### Klubcsapatban
1949 és 1962 között a Rot-Weiß Essen labdarúgója volt, ahol 371 bajnoki mérkőzésen lépett a pályára és három gólt szerzett. Az esseni csapattal egyszeres bajnok és nyugatnémet kupa-győztes volt.

### A válogatottban
1951 és 1958 között 12 alkalommal szerepelt a nyugatnémet válogatottban és egy gólt szerzett. Tagja volt az 1958-as svédországi világbajnokságon negyedik helyezést elért csapatnak.

### Edzőként
1966–67-ben volt klubja, a Rot-Weiß Essen vezetőedzője volt.

## Sikerei, díjai
NSZK
- Világbajnokság
  - 4.: 1958, Svédország

 Rot-Weiß Essen
- Nyugatnémet bajnokság
  - bajnok: 1954–55
- Nyugatnémet kupa (DFB Pokal)
  - döntős: 1953